# Aglianese Calcio 1923
Aglianese Calcio 1923 là một câu lạc bộ bóng đá Ý có trụ sở tại Agliana, Tuscany. Màu sắc của câu lạc bộ là xanh lá cây và đen.